# 진해산업로
진해산업로(Jinhaesaneop-ro)는 경상남도 창원시 진해구 용원동 용원삼거리와 경상남도 창원시 성산구 양곡동 장복IC를 잇는 도로이다. 기존 국도 제2호선, 77호선에 해당하는 진해대로가 창원시 진해구 시가지를 관통하도록 되어 있어 이를 대체하는 국도대체우회도로로 건설되었다. 진해구 시가지를 완전히 우회하여 직선으로 곧게 뻗은 구조이다. 국도로 지정되지는 않은 상태이다.

## 주요 경유지
경상남도
- 창원시 진해구 (용원동 . 소사동 . 석동 . 여좌동)

## 역사
- 2009년 : 창원시 국도대체우회도로(창원시 진해구 소사동 ~ 창원시 진해구 석동) 7.03km 구간 착공
- 2013년 6월 3일 : 창원시 국도대체우회도로(부산광역시 강서구 송정동 ~ 창원시 성산구 웅남동) 6.78km 구간 착공
- 2021년 3월 31일 : 창원시 국도대체우회도로(창원시 진해구 소사동 ~ 창원시 진해구 석동) 7.03km 구간 확장 개통
- 2023년 11월 30일 : 창원시 국도대체우회도로(창원시 진해구 석동 ~ 창원시 성산구 웅남동) 6.78km 구간 확장 개통

## 노선
| 이름                  | 접속 노선                             | 소재지        | 소재지        | 비고                        |
| 만금로와 직결         | 만금로와 직결                         | 만금로와 직결 | 만금로와 직결 | 만금로와 직결               |
| --------------------- | ------------------------------------- | ------------- | ------------- | --------------------------- |
| 용원삼거리            | 국도 제2호선 국도 제77호선 (진해대로) | 창원시        | 진해구        | 상부 통과                   |
| 용원터널              |                                       | 창원시        | 진해구        | 연장 2594m                  |
| 안평 교차로 (안평1교) | 보배로                                | 창원시        | 진해구        |                             |
| 두동교                |                                       | 창원시        | 진해구        |                             |
| 내곡교                |                                       | 창원시        | 진해구        |                             |
| 마천터널              |                                       | 창원시        | 진해구        | 연장 460m                   |
| 소사 교차로 (소사교)  | 국도 제58호선 (웅장로)                | 창원시        | 진해구        |                             |
| 진해IC                | 제103호선 남해고속도로 제3지선        | 창원시        | 진해구        |                             |
| 진해터널              |                                       | 창원시        | 진해구        | 연장 6,085m                 |
| 석동IC                | 장복대로                              | 창원시        | 진해구        |                             |
| 경화IC                | 조천로                                | 창원시        | 진해구        |                             |
| 장복2터널             |                                       | 창원시        | 진해구        |                             |
| 장복1터널             |                                       | 창원시        | 진해구        |                             |
| 장복IC                | 국도 제2호선 국도 제77호선 (진해대로) | 창원시        | 성산구        | 양곡IC 연계 (마창대교 방향) |
| 진해대로와 직결       |                                       |               |               |                             |